# Oligoisotricha
Oligoisotricha is een geslacht van trilhaardiertjes uit de familie Isotrichidae, dat maar een soort, O. bubali, omvat. O. bubali is in 1928 voor het eerst omschreven door Dogiel, die de soort aan trof in Russische waterbuffels maar deelde de soort in onder het geslacht Isotricha. Toen Imai in 1981 de soort aantrof, in Taiwanese waterbuffels werden verschillen in de bouw van het lichaam van O. bubali ten opzichte van Isotrichia soorten aangetroffen. Zo ontbreken de cilia (trilharen) op het achterste 1/6 deel van het lichaam, ook ontbreekt het onderdeel dat de kern ondersteund. Om deze redenen werd een nieuw geslacht aangevraagd.